# Haven (альбом Dark Tranquillity)
Haven (с англ. — «Убежище, приют») — пятый полноформатный студийный альбом шведской группы Dark Tranquillity, выпущенный в 2000 году. На данном альбоме после перемен в составе играют новые басист — Михаель Никлассон и клавишник Мартин Брэндстрём.

## Об альбоме
Первоначально сочинённый музыкальный материал был весьма лёгким и содержал множество вставок чистого вокала и семплов. Однако впоследствии при более детальной проработке музыкальных композиций многие из них претерпели тенденции утяжеления, ввиду чего Микаэлю Станне пришлось отказатсья от многих партий чистого вокала, заменив их более агрессивной манерой исполнения. Помимо этого композиции стали немного короче и динамичнее по сравнению с первоначальной их версией.

### Название
Название альбома Haven (убежище, приют) имеет большое отношение к студийному процессу записи музыки. По словам Микаэля Станне студия является для участников группы своеобразным убежищем:

Мы закрываем за собой дверь и оказываемся запертыми в четырёх стенах, изолированными от остального мира. И здесь мы сочиняем музыку и пишем стихи. Мы даже выключаем телефон, и никто не может помешать нам оставаться наедине с самими собой. Это идеальные условия для создания музыки, подобной нашей.

### Музыка
В этом альбоме группа продолжила эксперименты со своим музыкальным стилем, начатые в предыдущем альбоме Projector, направленные на облегчение музыки и придания ей современного звучания. Однако лидер группы Микаель Станне никоим образом не связывает этот факт с переходом группы на лейбл Century Media. С увеличением электронного звука синтезатора, музыка стала насыщенней и глубже. Всё более оригинальный вокал Микаеля Станне сделал композиции более сильными, также в отличие от предыдущего альбома чистый вокал практически отсутствует (он есть только в песне «Emptier Still»).

## Список композиций
Все тексты написаны Микаэлем Станне.
| №                   | Название                   | Музыка                         | Длительность |
| ------------------- | -------------------------- | ------------------------------ | ------------ |
| 1.                  | «The Wonders at Your Feet» | Брэндстрём, Йиварп, Хенрикссон | 3:00         |
| 2.                  | «Not Built to Last»        | Йиварп, Хенрикссон, Брэндстрём | 3:38         |
| 3.                  | «Indifferent Suns»         | Никлассон, Хенрикссон          | 3:35         |
| 4.                  | «Feast of Burden»          | Хенрикссон, Йиварп             | 3:25         |
| 5.                  | «Haven»                    | Йиварп, Хенрикссон             | 3:32         |
| 6.                  | «The Same»                 | Брэндстрём, Йиварп, Хенрикссон | 3:10         |
| 7.                  | «Fabric»                   | Брэндстрём                     | 3:56         |
| 8.                  | «Ego Drama»                | Йиварп, Хенрикссон             | 4:34         |
| 9.                  | «Rundown»                  | Хенрикссон, Йиварп             | 3:53         |
| 10.                 | «Emptier Still»            | Хенрикссон                     | 3:39         |
| 11.                 | «At Loss for Words»        | Йиварп, Хенрикссон             | 6:44         |
| Общая длительность: | Общая длительность:        | Общая длительность:            | 43:06        |

| №   | Название   | Музыка                 | Длительность |
| --- | ---------- | ---------------------- | ------------ |
| 12. | «Cornered» | Хенрикссон, Брэндстрём | 3:59         |

| №   | Название                                           | Музыка                             | Длительность |
| --- | -------------------------------------------------- | ---------------------------------- | ------------ |
| 12. | «In Sight»                                         | Станне, Йиварп, Хенрикссон         | 4:12         |
| 13. | «Misery in Me»                                     | Станне, Йиварп, Сундин, Хенрикссон | 4:39         |
| 14. | «Cornered»                                         | Хенрикссон, Брэндстрём             | 3:59         |
| 15. | «The Wonders at Your Feet» (live/ранее неизданное) | Брэндстрём, Йиварп, Хенрикссон     | 3:01         |

## Участники записи
- Микаель Станне — вокал
- Мартин Хенрикссон — гитара
- Никлас Сундин — гитара
- Мартин Брэндстрём — электроника
- Михаель Никлассон — бас-гитара
- Андерс Йиварп — ударные